# 붐 트리거
붐 트리거는 일본의 전 음악 그룹이다. 2022년에 해체되었다.

## 음반
- Shaking / The Party Must Go On (2020)
- Only One / Guerrilla's Way (2021)
- STAND UP (2021)